# 霍里克二世
霍里克二世是一位丹人国王。854年霍里克一世被殺後，丹人之間爆發内战，霍里克一世的王室各支系几乎被消灭殆尽，當時王室成員裡面幾乎只有霍里克二世還活著。霍里克二世的統治時期從854年開始算起。在他统治期间，丹人王國依然分裂。不過在他统治期间的855年至860年期間，维京人劫掠英格兰。864年之後，文獻就不再提及霍里克二世。